# Pagúrids

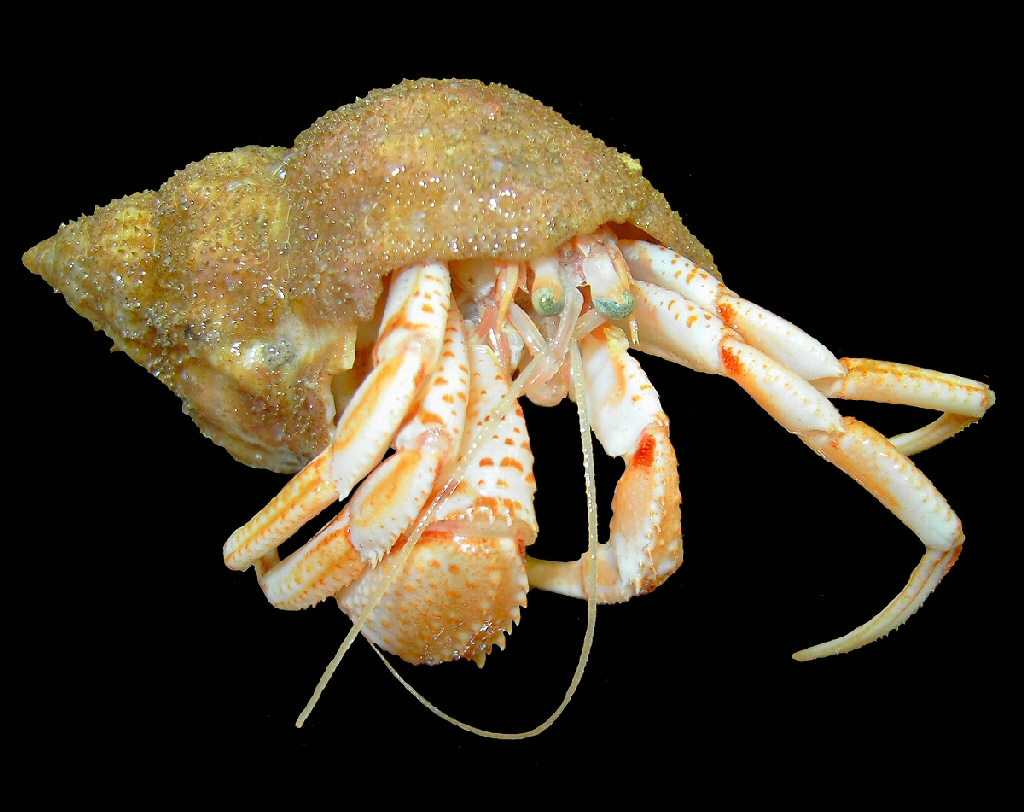
'Pagurus bernhardus

Els pagúrids (Paguridae) són una família de crustacis decàpodes anomurs de la superfamília Paguroidea, i la més nombrosa pel nombre de gèneres. És una de les dues famílies de bernats ermitans present als Països Catalans, al costat dels diogènids.

## Sistemàtica
Segons la llista de la ITIS, es citen 32 gèneres:
- Agaricochirus McLaughlin, 1981
- Anapagrides de Saint Laurent-Dechancé, 1966
- Anapagurus Henderson, 1886
- Anisopagurus McLaughlin, 1981
- Catapaguroides A. Milne-Edwards and Bouvier, 1892
- Catapagurus A. Milne-Edwards, 1880
- Discorsopagurus McLaughlin, 1974
- Elassochirus Benedict, 1892
- Enallopaguropsis McLaughlin, 1981
- Enneobranchus García Gómez, 1988
- Goreopagurus McLaughlin, 1988
- Haigia McLaughlin, 1981
- Iridopagurus de Saint Laurent-Dechancé, 1966
- Labidochirus Benedict, 1892
- Manucomplanus McLaughlin, 1981
- Micropagurus McLaughlin, 1986
- Nematopaguroides Forest and de Saint Laurent, 1968
- Nematopagurus A. Milne-Edwards and Bouvier, 1892
- Orthopagurus Stevens, 1927
- Ostraconotus A. Milne-Edwards, 1880
- Pagurixus Melin, 1939
- Pagurus Fabricius, 1775
- Parapagurodes McLaughlin and Haig, 1973
- Phimochirus McLaughlin, 1981
- Propagurus McLaughlin and de Saint Laurent, 1998
- Pygmaeopagurus McLaughlin, 1986
- Pylopaguropsis Alcock, 1905
- Pylopagurus A. Milne-Edwards and Bouvier, 1891
- Rhodochirus McLaughlin, 1981
- Solenopagurus de Saint Laurent, 1968
- Tomopaguropsis Alcock, 1905
- Tomopagurus A. Milne-Edwards and Bouvier, 1893

Dels 32 gèneres, tan sols un, Anapagurus no està verificat. La xifra d'espècies és de 116 de verificades i 16 per verificar.